# ユニバース2 -太陽の響-
『ユニバース2 -太陽の響-』（英題: Echoes of the Sun）は、1990年に大阪で開催された国際花と緑の博覧会の富士通パビリオンで上映された映画である。
IMAX DOME 3Dで製作された初の作品である。
シミュレーション・映像生成にスーパーコンピューター　VP-200(200E)とモデリングにはSunSparcStationが利用された。
富士通ブックス　CG夢博物館(1992年刊)にて制作の工程や画像生成の詳細が記載されている。
(これらは富士通誌FUJITSU1990-03号Vol41,No2に掲載された記事をまとめて紹介されている)